# Elecciones provinciales de Tucumán de 1962
Las elecciones generales de la provincia de Tucumán de 1962 tuvieron lugar el domingo 18 de marzo de 1962 con el objetivo de renovar los cargos de Gobernador y Vicegobernador, así como la mayoría de los cargos legislativos, para el período 1962-1966. Fueron las decimocuartas elecciones provinciales tucumanas desde la instauración del sufragio secreto en el país. Tuvieron lugar en el marco de la proscripción del Partido Peronista (PP) y de su líder, Juan Domingo Perón, para presentarse a elecciones. Sin embargo, el gobierno de Arturo Frondizi permitió para los comicios de 1962 que partidos peronistas se presentaran en todo el país bajo otro nombre.
En ese contexto, el exgobernador peronista Pedro Fernando Riera obtuvo un resonante triunfo en Tucumán con el 46.09% de los votos contra el 27.75% de Napoleón Baaclini, candidato de la oficialista Unión Cívica Radical Intransigente (UCRI). Isaías Nougués, del partido Defensa Provincial - Bandera Blanca (DP-BB), que disputaba su primera elección tras la muerte de su fundador Juan Luis Nougués (padre del candidato, fallecido en 1960), obtuvo el tercer lugar con el 10.35%. La Unión Cívica Radical del Pueblo (UCRP), principal partido opositor, decayó a un 1.83%.
La provincia fue intervenida por el gobierno de Frondizi al día siguiente de los comicios, al igual que en todos los demás distritos donde se impuso el peronismo, aunque el presidente insistió en que los gobernantes electos asumirían. A fin de evitar esto, las Fuerzas Armadas organizaron un golpe de Estado el 29 de marzo que derrocó a Frondizi, anulando las elecciones.